# Gliese 1214
Gliese 1214 là một sao lùn đỏ M4.5  trong chòm sao Xà Phu với cường độ rõ ràng là 14,7. Nó nằm ở khoảng cách khoảng 47 năm ánh sáng từ Trái đất. Ngôi sao này bằng khoảng một phần năm bán kính của Mặt trời  với nhiệt độ bề mặt ước tính là 3.000 K (2.730 °C; 4.940 °F). Độ sáng của nó chỉ bằng 0,003% so với Mặt trời.
Ước tính cho bán kính của ngôi  sao này lớn hơn 15% so với dự đoán của các mô hình lý thuyết. Nó cũng cho thấy mức biến thiên nội tại 1% trong vùng cận hồng ngoại có thể do các đốm sao. Ngôi sao đang quay chậm, với một khoảng thời gian rất có thể là bội số nguyên của 53 ngày Nó có lẽ ít nhất ba tỷ năm tuổi và là thành viên của đĩa cũ. Mặc dù GJ 1214 có mức độ hoạt động từ tính từ thấp đến trung bình, nhưng nó trải qua các đợt phát sáng và là nguồn phát xạ tia X với độ sáng cơ bản là 74×1025. Nhiệt độ của corona được ước tính là khoảng 35×106 K.

## Hệ hành tinh
Vào giữa tháng 12 năm 2009, một nhóm các nhà thiên văn học Harvard-Smithsonian công bố rằng đã phát hiện ra một hành tinh ngoài hệ mặt trời đồng hành, Gliese 1214 b, có khả năng bao gồm phần lớn là nước và có khối lượng và đường kính của một siêu trái đất.
| Thiên thể đồng hành (thứ tự từ ngôi sao ra) | Khối lượng     | Bán trục lớn (AU) | Chu kỳ quỹ đạo (ngày) | Độ lệch tâm | Độ nghiêng | Bán kính       |
| ------------------------------------------- | -------------- | ----------------- | --------------------- | ----------- | ---------- | -------------- |
| b                                           | 6.55 ± 0.98 M🜨 | 0.0143 ± 0.0019   | 1.58040456 ± 1.6x10−7 | <0.27       | 88.17°     | 2.64 ± 0.13 R🜨 |

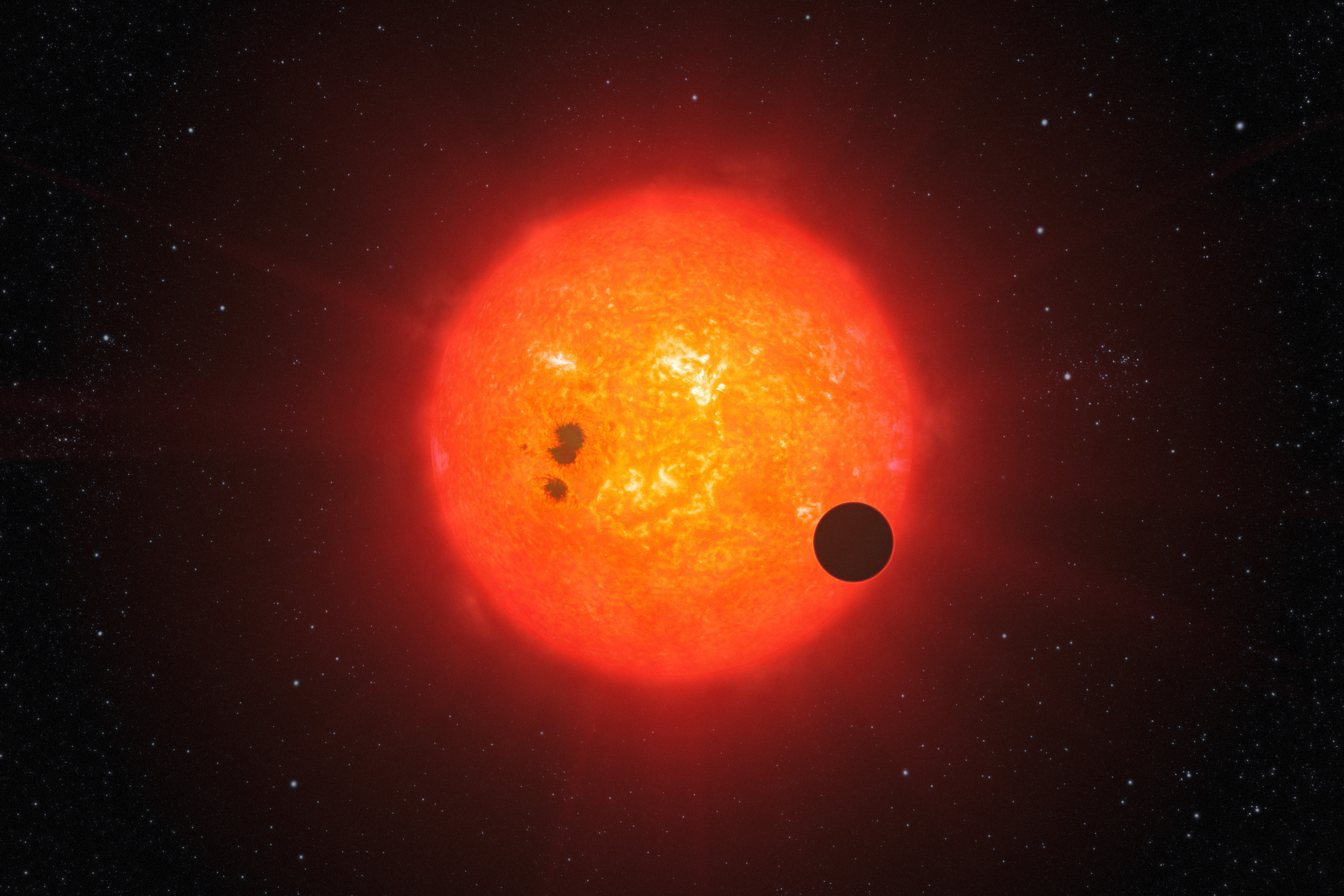
Tác phẩm này cho thấy siêu sao mới được phát hiện quay quanh ngôi sao GJ 1214 gần đó có thể trông như thế nào. Credit: ESO / L. Calçada

Được phát hiện bởi dự án MEarth và được điều tra thêm bằng máy quang phổ HARPS trên kính viễn vọng 3,6 mét của ESO tại La Silla, GJ 1214 b là siêu Trái đất thứ hai mà các nhà thiên văn học đã xác định khối lượng và bán kính, đưa ra manh mối quan trọng về cấu trúc của nó. Đây cũng là siêu trái đất đầu tiên mà bầu khí quyển được tìm thấy. Một tìm kiếm cho các hành tinh bổ sung sử dụng các biến thể thời gian vận chuyển là tiêu cực.
Không có biến thể thời gian vận chuyển nào được tìm thấy cho quá cảnh này. Kể từ năm 2012, "dữ liệu đã cho không cho phép chúng tôi kết luận rằng có một hành tinh [thứ hai] trong phạm vi khối lượng 0,1-5 khối lượng Trái đất và khoảng thời gian là 0,76-1,23 hoặc 1,91-3,18 ngày."  Thông lượng tia X từ ngôi sao chủ được ước tính đã tước đi 2 núi5.6    từ hành tinh trong suốt vòng đời của hệ thống.